# Скотный, Валерий Григорьевич
Валерий Григорьевич Скотный (укр. Валерій Григорович Скотний ; 22 апреля 1948, Ситковцы (ныне Немировский район Винницкой области Украины) — 5 ноября 2011, Дрогобыч, Львовская область) — украинский педагог, ректор Дрогобычского педагогического университета, культуролог, доктор философских наук (2003), профессор, академик Академии наук высшей школы Украины, академик Европейской Академии проблем человека, Заслуженный работник образования Украины (2001).

## Биография
В 1966 г. с золотой медалью окончил среднюю школу. В 1973—1979 г. обучался на философском факультете в Киевском университете. Был стипендиатом международного фонда им. Дж. Бертала.
После завершения обучения преподавал в Дрогобычском педагогическом институте. В 1979 году поступил в аспирантуру при Киевском государственном университете им. Т. Г. Шевченко, по окончании которой работал ассистентом, старшим преподавателем, доцентом, заведующим кафедрой философии Дрогобычского педагогического института. В 1988 года был назначен ректором института (ныне — Дрогобычский государственный педагогический университет имени Ивана Франко).
В 2003 г. защитил докторскую диссертацию на тему «Рациональное и иррациональное в науке и образовании». В 2007 г. стал членом-корреспондентом Украинской Академии политических наук.
Умер 5 ноября 2011 года на охоте от сердечного приступа.

## Научная деятельность
В. Скотный — автор более 300 научных работ, главной темой которых является рассмотрение общефилософского контекста соотношение рационального и иррационального в образовании и обстоятельный и всесторонний анализ фундаментальных проблем философии, человековедческие, культурологические, народоведческие и мировоззренческие проблемы.
Был организатором создания и соавтором учебных пособий «Украинская культура: история и современность», исследования «Лекции по истории мировой и отечественной культуры», фундаментальной «Экономической энциклопедии» в трёх томах, автором монографий «Рациональное и иррациональное в науке и образовании» (2003), «Философия образования: экзистенция иррационального в рациональном» (2004), учебника для студентов вузов «Философия. Исторический и систематический курс» (2005).
За период ректорства В. Скотного в университете открыто шесть новых факультетов (исторический, социально-гуманитарный, менеджмента и маркетинга, физической культуры, биологический, последипломного образования), создано 27 новых кафедр. В 1998 году институт был реорганизован в университет. В 1999 г. открыт учебно-консультационный центр в г. Хуст Закарпатской области; в 2004 г. создан учебно-консультационный центр в пгт. Подбуж и открыт факультет в г. Берегово. Университет стал сотрудничать с пятнадцатью зарубежными учебными и научными заведениями Польши, Германии, Австрии, России и Таджикистана; одним из первых в Украине начал внедрять в практику кредитно-модульную систему обучения на основе Болонской конвенции.

## Награды
- Заслуженный работник образования Украины
- Доктор Honoris Causa Жешувского университета (Польша)